# Theia Mons
Theia Mons es un volcán en escudo ubicado en el planeta Venus a 22,7° N y 281° E, en el corazón de Beta Regio. Su diámetro es de 226  km y su punto más alto supera los 4000  m por encima del radio medio de Venus. Está conectado al norte con Rhea Mons y al sur con Phoebe Regio por Devana Chasma, que tiene unos 4.600 km de longitud.